# جیمز اسکولین
جیمز هنری اسکولین (۱۸ سپتامبر ۱۸۷۶ – ۲۸ ژانویه ۱۹۵۳) سیاستمدار استرالیایی و نهمین نخست وزیر استرالیا از سال ۱۹۲۹ تا ۱۹۳۲است. او از حزب کارگر بوده است.

## جستارهای وابسته

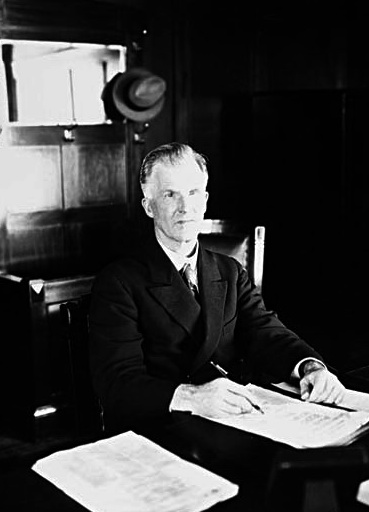
نخست وزیر Scullin در سال ۱۹۳۰